# Barbus guirali
Barbus guirali е вид лъчеперка от семейство Шаранови (Cyprinidae). Видът не е застрашен от изчезване.

## Разпространение и местообитание
Разпространен е в Габон, Камерун и Република Конго.
Обитава сладководни басейни и реки.

## Описание
На дължина достигат до 15,5 cm.